# Tom Hateley
Tom Hateley, właśc. Thomas Nathan Hateley (ur. 12 września 1989 w Monako) – angielski piłkarz występujący na pozycji defensywnego pomocnika.

## Kariera klubowa
Hateley rozpoczął swoją karierę w Reading FC, skąd w 2008 roku został wypożyczony do szóstoligowego Basingstoke Town. W sierpniu 2009 przeniósł się do szkockiego Motherwell FC. We wrześniu 2013 podpisał czteromiesięczną umowę z angielskim trzecioligowym Tranmere Rovers, a po zakończeniu kontraktu opuścił klub i podpisał dwuipółletni kontrakt ze Śląskiem Wrocław. Przejście do polskiej ligi zarekomendował mu klubowy kolega, Henrik Ojamaa. W Ekstraklasie zadebiutował 16 lutego 2014 w przegranym wyjazdowym spotkaniu z Lechem Poznań. W latach 2016–2017 był zawodnikiem szkockiego Dundee FC, dla którego rozegrał 27 ligowych spotkań. W 2018 roku został piłkarzem Piasta Gliwice, z którym wywalczył w sezonie 2018/2019 mistrzostwo Polski. 31 lipca 2020 wygasła jego umowa z klubem. W sierpniu 2020 dołączył do AEK Larnaka, z którym podpisał kontrakt do 30 czerwca 2022. 31 sierpnia 2021, rozwiązał umowę z cypryjskim klubem. 11 października 2021 ponownie związał się z Piastem Gliwice, podpisując kontrakt obowiązujący do zakończenia sezonu 2021/2022, z możliwością rocznego przedłużenia. 

## Życie osobiste
Syn Marka Hateleya, byłego gracza m.in. AC Milan i AS Monaco i wnuk Tony'ego Hateleya (1941–2014) – byłego piłkarza m.in. Chelsea FC i Liverpool FC. 14 czerwca 2014 poślubił Hannah Whittow, z którą ma córkę Eloise Joan i syna Teddy’ego. Posiada obywatelstwo Wielkiej Brytanii i Monako.

## Statystyki
| Klub                    | Sezon              | Liga                      | Liga    | Liga   | Puchar kraju | Puchar kraju | Puchar ligi | Puchar ligi | Europa  | Europa | Inne    | Inne   | Suma    | Suma   |
| Klub                    | Sezon              | Poziom                    | Występy | Bramki | Występy      | Bramki       | Występy     | Bramki      | Występy | Bramki | Występy | Bramki | Występy | Bramki |
| ----------------------- | ------------------ | ------------------------- | ------- | ------ | ------------ | ------------ | ----------- | ----------- | ------- | ------ | ------- | ------ | ------- | ------ |
| Reading                 | 2006/2007          | Premier League            | 0       | 0      | 0            | 0            | 0           | 0           | –       | –      | –       | –      | 0       | 0      |
| Reading                 | 2007/2008          | Premier League            | 0       | 0      | 0            | 0            | 0           | 0           | –       | –      | –       | –      | 0       | 0      |
| Reading                 | 2008/2009          | Championship              | 0       | 0      | 0            | 0            | 0           | 0           | –       | –      | –       | –      | 0       | 0      |
| Reading                 | Total              | Total                     | 0       | 0      | 0            | 0            | 0           | 0           | 0       | 0      | 0       | 0      | 0       | 0      |
| Basingstoke Town (wyp.) | 2008/2009          | Conference South          | 10      | 0      | 1            | 0            | –           | –           | –       | –      | 4       | 0      | 15      | 0      |
| Motherwell              | 2009/2010          | Scottish Premier League   | 38      | 3      | 1            | 0            | 2           | 0           | 0       | 0      | –       | –      | 41      | 3      |
| Motherwell              | 2010/2011          | Scottish Premier League   | 38      | 2      | 6            | 0            | 3           | 0           | 6       | 1      | –       | –      | 53      | 3      |
| Motherwell              | 2011/2012          | Scottish Premier League   | 38      | 2      | 3            | 1            | 2           | 1           | –       | –      | –       | –      | 43      | 4      |
| Motherwell              | 2012/2013          | Scottish Premier League   | 34      | 3      | 2            | 0            | 1           | 0           | 3       | 0      | –       | –      | 40      | 3      |
| Motherwell              | Total              | Total                     | 148     | 10     | 12           | 1            | 8           | 1           | 9       | 1      | 0       | 0      | 177     | 13     |
| Tranmere Rovers         | 2013/2014          | League One                | 8       | 0      | 1            | 0            | 1           | 0           | –       | –      | –       | –      | 10      | 0      |
| Śląsk Wrocław           | 2013/2014          | Ekstraklasa               | 12      | 0      | 0            | 0            | –           | –           | –       | –      | –       | –      | 12      | 0      |
| Śląsk Wrocław           | 2014/2015          | Ekstraklasa               | 30      | 0      | 4            | 0            | –           | –           | –       | –      | –       | –      | 34      | 0      |
| Śląsk Wrocław           | 2015/2016          | Ekstraklasa               | 29      | 1      | 2            | 0            | –           | –           | 4       | 0      | –       | –      | 35      | 1      |
| Śląsk Wrocław           | Total              | Total                     | 71      | 1      | 6            | 0            | 0           | 0           | 4       | 0      | 0       | 0      | 81      | 1      |
| Dundee                  | 2016/2017          | Scottish Premiership      | 27      | 0      | 1            | 0            | 0           | 0           | –       | –      | –       | –      | 28      | 0      |
| Dundee                  | 2017/2018          | Scottish Premiership      | 0       | 0      | 0            | 0            | 0           | 0           | –       | –      | –       | –      | 0       | 0      |
| Dundee                  | Łącznie            | Łącznie                   | 27      | 0      | 1            | 0            | 0           | 0           | 0       | 0      | 0       | 0      | 28      | 0      |
| Piast Gliwice           | 2017/2018          | Ekstraklasa               | 13      | 1      | 0            | 0            | –           | –           | –       | –      | –       | –      | 13      | 1      |
| Piast Gliwice           | 2018/2019          | Ekstraklasa               | 19      | 4      | 0            | 0            | –           | –           | –       | –      | –       | –      | 19      | 4      |
| Piast Gliwice           | 2019/2020          | Ekstraklasa               | 33      | 1      | 3            | 1            | –           | –           | 4       | 0      | 1       | 0      | 36      | 2      |
| Piast Gliwice           | Łącznie            | Łącznie                   | 80      | 6      | 3            | 1            | 0           | 0           | 4       | 0      | 1       | 0      | 88      | 7      |
| AEK Larnaka             | 2020/2021          | Protathlima A’ Kategorias | 32      | 1      | 1            | 0            | –           | –           | –       | –      | –       | –      | 33      | 1      |
| Łącznie w karierze      | Łącznie w karierze | Łącznie w karierze        | 376     | 17     | 25           | 2            | 9           | 1           | 17      | 1      | 5       | 0      | 432     | 29     |

## Sukcesy
Piast Gliwice
- mistrzostwo Polski: 2018/19